# Villa sonorensis
Villa sonorensis är en tvåvingeart som beskrevs av Cole 1923. Villa sonorensis ingår i släktet Villa och familjen svävflugor. Inga underarter finns listade i Catalogue of Life.